# 제노 (가수)
제노(본명: 이제노, 한국 한자: 李帝努, 2000년 4월 23일 ~ )는 대한민국의 가수이자 래퍼이며,  SM엔터테인먼트 소속 NCT, NCT DREAM, NCT U의 멤버이다.

## 학력
- 현산초등학교(졸업)
- 현산중학교(중퇴)
- 서울공연예술고등학교(실용무용과\중퇴)